# Hypsilurus ornatus
Hypsilurus ornatus — вид ігуаноподібних ящірок родини агамових (Agamidae). Ендемік Папуа Нової Гвінеї.

## Поширення і екологія
Hypsilurus ornatus відомі за типовим зразком, зібраним на горі Босаві в провінції Південний Гайлендс. Вони живуть у вологих тропічних лісах, ведуть деревний спосіб життя.